# Tommy Albelin
Tommy Albelin (* 21. května 1964, Stockholm) je bývalý švédský lední hokejista (obránce) a současný trenér. Nyní působí jako asistent trenéra švýcarské hokejové reprezentace. Se švédským národním týmem vyhrál mistrovství světa v roce 1987. Ze světového šampionátu má též dvě stříbra (1986, 1997). Zúčastnil se též MS 1985 (6. místo), MS 1989 (4. místo), Kanadských a světových pohárů v letech 1987, 1991 a 1996 a olympijských her v Naganu v roce 1998 (5. místo). Má za sebou též velkou kariéru v NHL, strávil zde 18 sezón, s New Jersey Devils dvakrát získal Stanley Cup (1995 a 2003). Oblékl v NHL i dres Quebec Nordiques a Calgary Flames. Celkem v základní části NHL sehrál 952 zápasů, zaznamenal 255 bodů a dal 44 branek, v play-off přidal dalších 81 utkání, 22 bodů a 7 gólů. V domácí soutěži strávil čtyři sezóny, všechny v klubu Djurgårdens IF. V roce 1983 se s ním stal mistrem Švédska. V New Jersey a na jejich farmě Albany Devils začínal i svou trenérskou kariéru, než byl v roce 2016 angažován ke švýcarské reprezentaci.